# Biriatou
Biriatou est une commune française, située dans le département des Pyrénées-Atlantiques en région Nouvelle-Aquitaine.
Le gentilé est Biriatuar.

## Géographie

### Localisation
La commune de Biriatou se trouve dans le département des Pyrénées-Atlantiques, en région Nouvelle-Aquitaine et est frontalière avec l'Espagne (Communauté forale de Navarre).
Sur le plan historique et culturel, Biriatou fait partie de la province du Labourd, un des sept territoires composant le Pays basque,. Le Labourd est traversé par la vallée alluviale de la Nive et rassemble les plus beaux villages du Pays basque. Depuis 1999, l'Académie de la langue basque ou Euskalzaindia divise le territoire du Labourd en six zones,. La commune est dans la zone 'Lapurdi Itsasegia (Côte du Labourd). au sud-ouest de ce territoire, en façade atlantique.
Elle se situe à 143 km par la route de Pau, préfecture du département, à 35 km de Bayonne, sous-préfecture, et à 7 km d'Hendaye, bureau centralisateur du canton d'Hendaye-Côte Basque-Sud dont dépend la commune depuis 2015 pour les élections départementales.
La commune fait en outre partie du bassin de vie de Bayonne.
Les communes les plus proches sont : 
Hendaye (3,8 km), Urrugne (4,7 km), Ciboure (8,4 km), Saint-Jean-de-Luz (9,2 km), Ascain (10,0 km), Sare (13,4 km), Guéthary (14,9 km),

### Communes limitrophes
Les communes limitrophes sont Urrugne, Irun et Bera.
|           |           | Urrugne |
| Irun (es) | Biriatou  |         |
|           | Bera (es) |         |

### Hydrographie

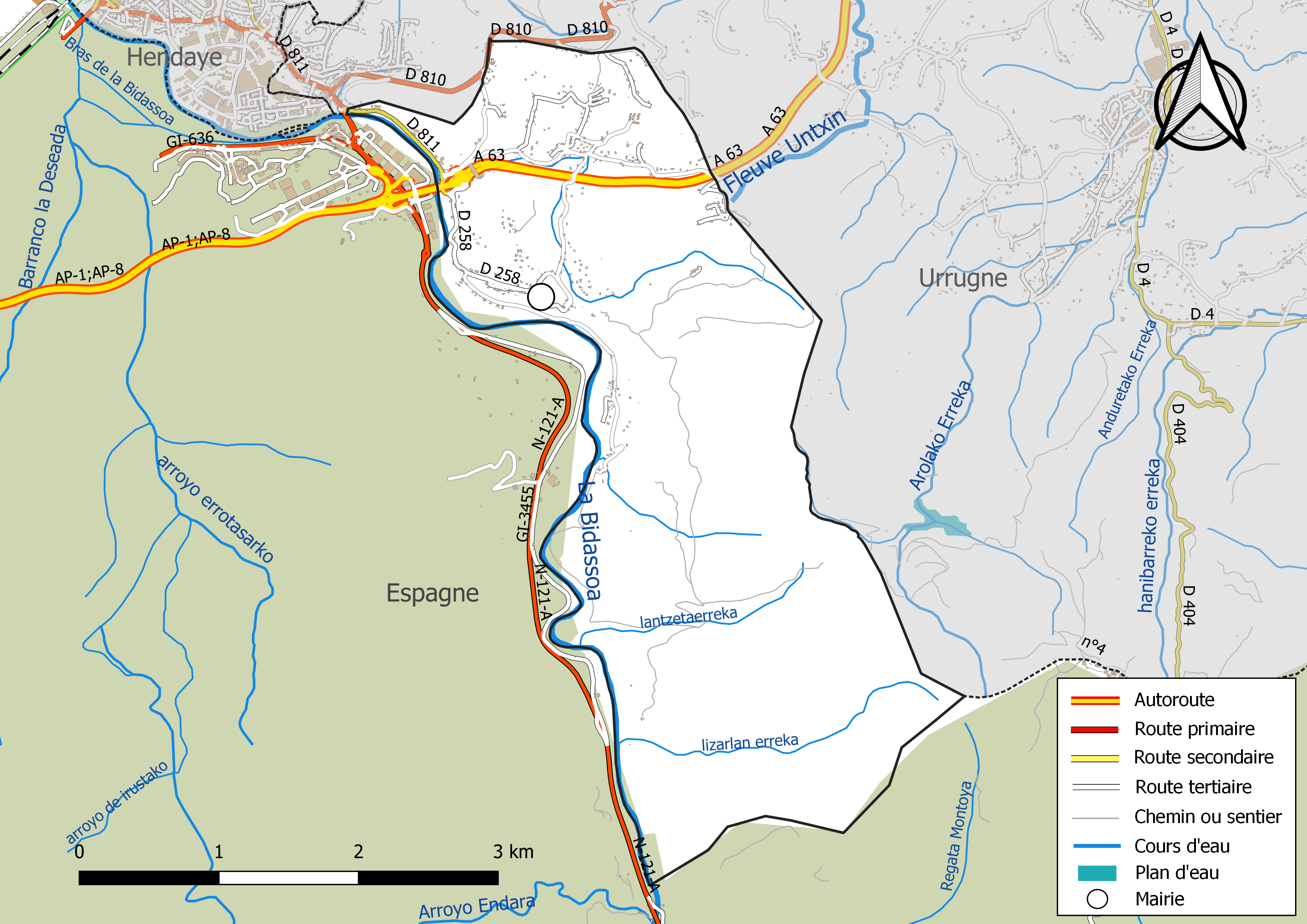
Réseaux hydrographique et routier de Biriatou.

La commune est drainée par la Bidassoa, lantzetaerreka, lizarlan erreka et par divers petits cours d'eau, constituant un réseau hydrographique de 17 km de longueur totale,.
La Bidassoa, d'une longueur totale de 24,4 km, est un fleuve côtier torrentiel qui prend sa source en Espagne à Erratzu en communauté forale de Navarre et se jette dans la baie de Chingoudy entre Hendaye et Fontarrabie, dans le golfe de Gascogne près du Cap du Figuier.

### Climat
Pour des articles plus généraux, voir Climat de la Nouvelle-Aquitaine et Climat des Pyrénées-Atlantiques.
Historiquement, la commune est exposée à un micro climat océanique basque.  
En 2020, Météo-France publie une typologie des climats de la France métropolitaine dans laquelle la commune est exposée à un climat de montagne et est dans la région climatique Pyrénées atlantiques, caractérisée par une pluviométrie élevée (>1 200 mm/an) en toutes saisons, des hivers très doux (7,5 °C en plaine) et des vents faibles.
Pour la période 1971-2000, la température annuelle moyenne est de 14,2 °C, avec une amplitude thermique annuelle de 11,4 °C. Le cumul annuel moyen de précipitations est de 1 572 mm, avec 12,5 jours de précipitations en janvier et 9,5 jours en juillet. Pour la période 1991-2020, la température moyenne annuelle observée sur la station météorologique la plus proche, située sur la commune de Ciboure à 8 km à vol d'oiseau, est de 15,0 °C et le cumul annuel moyen de précipitations est de 1 521,3 mm,. Pour l'avenir, les paramètres climatiques de la commune estimés pour 2050 selon différents scénarios d’émission de gaz à effet de serre sont consultables sur un site dédié publié par Météo-France en novembre 2022.

### Milieux naturels et biodiversité

#### Réseau Natura 2000
Le réseau Natura 2000 est un réseau écologique européen de sites naturels d'intérêt écologique élaboré à partir des Directives « Habitats » et « Oiseaux », constitué de zones spéciales de conservation (ZSC) et de zones de protection spéciale (ZPS).
Un site Natura 2000 a été défini sur la commune au titre de la « directive Habitats » : le « massif de la Rhune et de Choldocogagna », d'une superficie de 5 385 ha, présentant une variété des pentes et des expositions permettant la présence d'habitats secs à très humides. Par ailleurs il y a une importante dépression tourbeuse abritant de nombreuses plantes rares,.

#### Zones naturelles d'intérêt écologique, faunistique et floristique
L’inventaire des zones naturelles d'intérêt écologique, faunistique et floristique (ZNIEFF) a pour objectif de réaliser une couverture des zones les plus intéressantes sur le plan écologique, essentiellement dans la perspective d’améliorer la connaissance du patrimoine naturel national et de fournir aux différents décideurs un outil d’aide à la prise en compte de l’environnement dans l’aménagement du territoire.
Une ZNIEFF de type 1 est recensée sur la commune, : 
les « zones tourbeuses, landes et pelouses, du mont Xoldokocana au col d'Ibardin » (1 091,05 ha), couvrant 2 communes du département.

## Urbanisme

### Typologie
Au 1er janvier 2025, Biriatou est catégorisée ceinture urbaine, selon la nouvelle grille communale de densité à sept niveaux définie par l'Insee en 2022.
Elle appartient à l'unité urbaine de Bayonne (partie française), une agglomération internationale regroupant 28  communes, dont elle est une commune de la banlieue,,. Par ailleurs la commune fait partie de l'aire d'attraction d'Hendaye (partie française), dont elle est une commune de la couronne,. Cette aire, qui regroupe 3 communes, est catégorisée dans les aires de moins de 50 000 habitants,.

### Occupation des sols

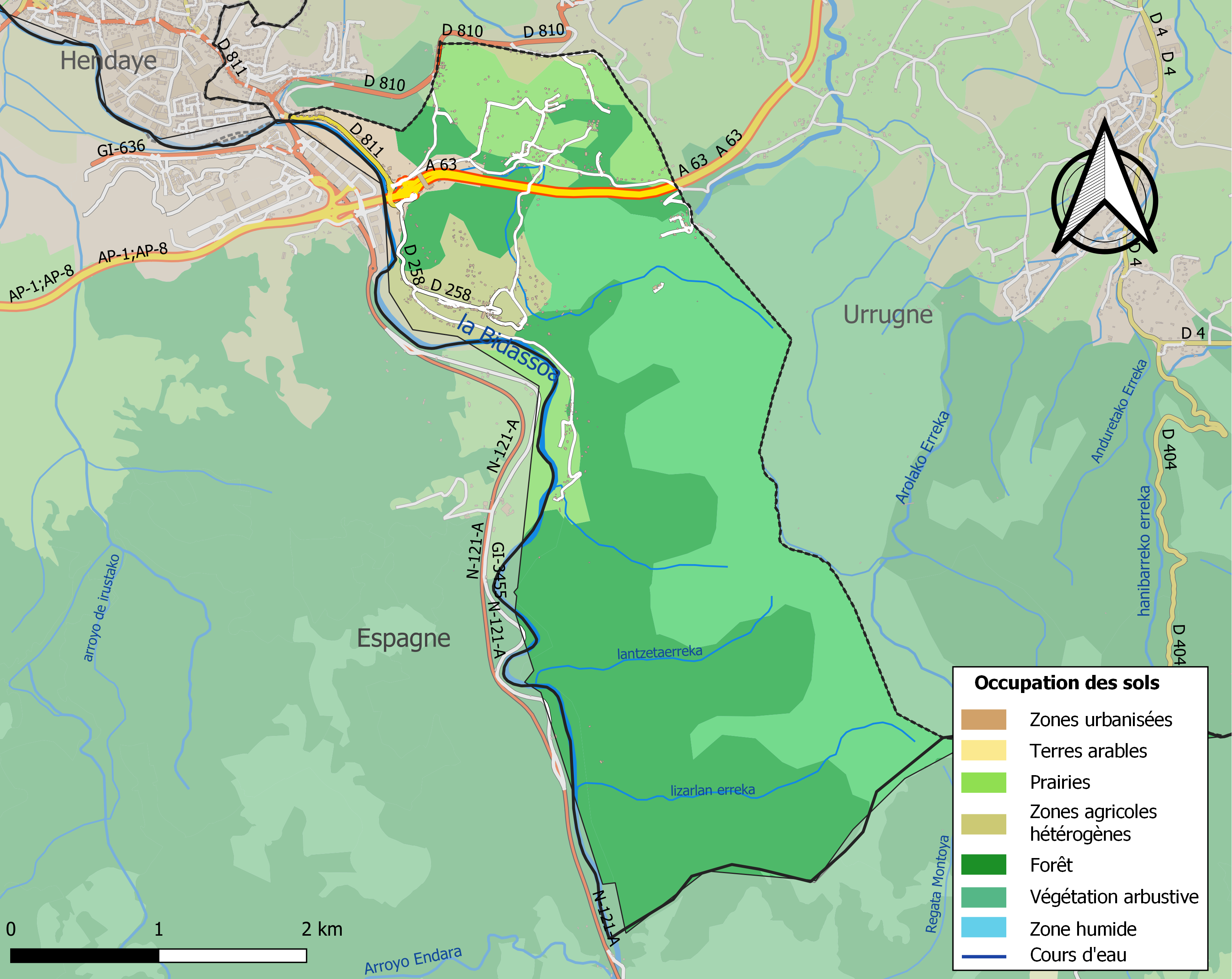
Carte des infrastructures et de l'occupation des sols de la commune en 2018 (CLC).

L'occupation des sols de la commune, telle qu'elle ressort de la base de données européenne d’occupation biophysique des sols Corine Land Cover (CLC), est marquée par l'importance des forêts et milieux semi-naturels (81,6 % en 2018), en diminution par rapport à 1990 (82,7 %). La répartition détaillée en 2018 est la suivante : 
forêts (48,4 %), milieux à végétation arbustive et/ou herbacée (33,2 %), prairies (9,3 %), zones agricoles hétérogènes (6,3 %), zones industrielles ou commerciales et réseaux de communication (2,7 %), zones urbanisées (0,1 %). L'évolution de l’occupation des sols de la commune et de ses infrastructures peut être observée sur les différentes représentations cartographiques du territoire : la carte de Cassini (XVIIIe siècle), la carte d'état-major (1820-1866) et les cartes ou photos aériennes de l'IGN pour la période actuelle (1950 à aujourd'hui).

### Lieux-dits et hameaux
- Anderrea[12]
- Apuntenea[12]
- Aruntz[12]
- Arrupea[12]
- Azkope[12]
- Bizkartzu[12]
- Erramuntegia[12]
- errekaldea[12]
- Errondoenea[12]
- Faalegi[12]
- Garlatz[12]
- Gaztainaldea[12]
- Goietchea[12]
- Ihiztoki[12]
- Ikapide[12]
- Kaminoberri[12]
- Lizarlan[12]
- Lumaberdé[12]
- Mandale[12]
- Martingoiti[12]
- Ondibar[12]
- Osinko Lepoa[12]
- Osinko Zelaia[12]
- Petrikobaita[12]
- Pitara[12]
- Redoute de la Baïonnette[12]
- Redoute Louis XIV[12]
- Rocher des Perdrix[12]
- Sagardixar[12]
- Xoldokogaina[12]

### Voies de communication et transports
Sur son territoire communal, se trouvent les anciens postes douaniers autoroutiers de l'autoroute A63 qui, une fois franchie la Bidassoa, se raccorde avec l'autoroute espagnole AP-8.
Biriatou est reliée à l'A63 par la route nationale 111. Le village est accessible par une route en cul-de-sac depuis Urrugne (quartier de Béhobie).
Il est traversé par le GR 10.
La commune est desservie par la ligne 5 du réseau de bus Hegobus.

### Risques majeurs
Le territoire de la commune de Biriatou est vulnérable à différents aléas naturels : météorologiques (tempête, orage, neige, grand froid, canicule ou sécheresse), inondations, feux de forêts et séisme (sismicité modérée). Il est également exposé à un risque technologique,  le transport de matières dangereuses, et à un risque particulier : le risque de radon. Un site publié par le BRGM permet d'évaluer simplement et rapidement les risques d'un bien localisé soit par son adresse soit par le numéro de sa parcelle.

#### Risques naturels
Certaines parties du territoire communal sont susceptibles d’être affectées par le risque d’inondation par une crue torrentielle ou à montée rapide de cours d'eau, notamment la Bidassoa. La commune a été reconnue en état de catastrophe naturelle au titre des dommages causés par les inondations et coulées de boue survenues en 1982, 2002, 2009 et 2021,.
Biriatou est exposée au risque de feu de forêt. En 2020, le premier plan de protection des forêts contre les incendies (PDPFCI) a été adopté pour la période 2020-2030. La réglementation des usages du feu à l’air libre et les obligations légales de débroussaillement dans le département des Pyrénées-Atlantiques font l'objet d'une consultation de public ouverte du 16 septembre au 7 octobre 2022,.

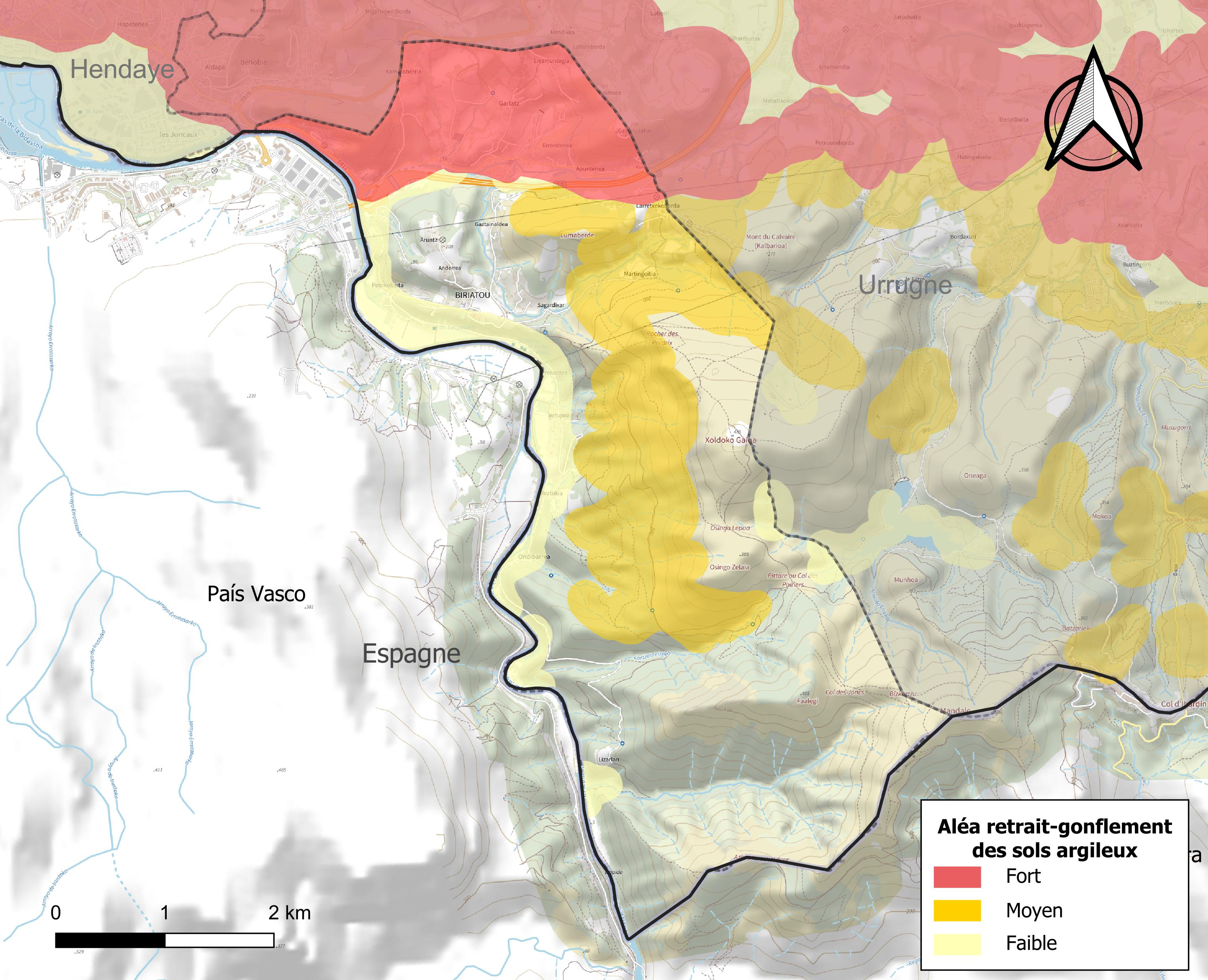
Carte des zones d'aléa retrait-gonflement des sols argileux de Biriatou.

Le retrait-gonflement des sols argileux est susceptible d'engendrer des dommages importants aux bâtiments en cas d’alternance de périodes de sécheresse et de pluie. 37,7 % de la superficie communale est en aléa moyen ou fort (59 % au niveau départemental et 48,5 % au niveau national). Depuis le 1er octobre 2020, en application de la loi ELAN, différentes contraintes s'imposent aux vendeurs, maîtres d'ouvrages ou constructeurs de biens situés dans une zone classée en aléa moyen ou fort,.
Concernant les mouvements de terrains, la commune a été reconnue en état de catastrophe naturelle au titre des dommages causés par des mouvements de terrain en 2021.

#### Risque particulier
Dans plusieurs parties du territoire national, le radon, accumulé dans certains logements ou autres locaux, peut constituer une source significative d’exposition de la population aux rayonnements ionisants. Selon la classification de 2018, la commune de Biriatou est classée en zone 3, à savoir zone à potentiel radon significatif.

## Toponymie

### Attestations anciennes
Le toponyme Biriatou apparaît sous la forme 
Biriato (1552, titres de Navarre),
Biriaton (1901, Bulletin des lois) et
Biriatu au XIXe siècle.

### Étymologie
Selon Jean-Baptiste Orpustan, aucune étymologie basque ne semble venir expliquer l’origine du toponyme, mais peut-être le nom latin Viriatus, justifié par la citation de 1552.

### Graphie basque
Son nom basque actuel est Biriatu.

## Histoire
La commune s'est détachée d'Urrugne par arrêté royal le 7 novembre 1603, le même jour que Ciboure, bien qu’étant un quartier d’Urrugne très peu peuplé. Au début du XVIIe siècle en effet, il n’y existait que sept maisons, métairies exclues.
À partir de cette date donc, la commune obtient le droit de choisir ses jurats et son maire-abbé. Compte tenu de sa petite taille, Biriatou n’est pas représentée directement au biltzar du Labourd, mais par l’intermédiaire du maire-abbé d’Urrugne.

### La guerre de Trente Ans
Elle fut la première localité française occupée par les troupes espagnoles lors de l’occupation de 1636-1637, à la suite de la déclaration de guerre de Louis XIII à l’Espagne, dans le cadre du conflit connu sous le nom de « guerre de Trente Ans ». Cette occupation fut l’occasion d’un désastre économique pour la bourgade et les localités voisines, comme le relate l’enquête publique citant un marchand d’Hendaye, Joannes Darregorry, « … hormis fort peu de maisons qui restent encore, les autres sont ou entièrement desmolies ou bruslées entre deux murailles dans les paroisses de Hendaye, Biriatou, Urrugne et Ascaing et la pauvreté des habitants si grande qu’ils sont contraincts  d’aller habiter ailleurs comme ils ont fait jusques à présent pour n’avoir moien de repparer de long tems leurs dictes maisons ny mesme faire travailler leurs terres qui demeureront par ce moien incultes ayant leurs habitans entierement perdus leur bestail, outre que partie des vignes et vergers sont coupés et les lieux rendus presque inhabitables … ».

### Existence d'une mine de fer
L'existence d'une mine de fer est attestée par Réaumur dans son ouvrage L'art de convertir le fer en acier page 171 : Je ne connois point de fer plus propre à faire de l'acier que celui que donne la mine de Biriatou, pays de Labour, prés de Baionne ; cette mine est négligée depuis longtemps ; on en fit en 1716. un essay par ordre de son Altesse Royale, un échantillon du fer venu de cet essay, me fut remis, je l'ai éprouvé en acier qui est du meilleur qu'on puisse souhaiter

### La Révolution et la guerre de la Convention
En mars 1793, Urrugne et Biriatou fusionnent. Biriatou ne retrouvera son indépendance qu’à la fin de 1795.
Lors de l’action militaire espagnole commencée le 23 avril 1793, l’armée française se replie sur la Croix des Bouquets, sur le territoire de la commune d'Urrugne. De nouveau le 13 juillet, le village est occupé, cette fois par les Espagnols, repoussés dans leur offensive, et transformé en fortin sous les coups de boutoir des troupes de la Convention, emmenées par le capitaine La Tour d'Auvergne. Les troupes espagnoles se retranchent dans la localité jusqu’au 5 février 1794, date du début de l’offensive espagnole repoussée, qui se conclut par la victoire française du 17 pluviose.
En 1794, au plus fort de la Terreur, et à la suite de la désertion de quarante sept jeunes gens d'Itxassou, le Comité de salut public (arrêté du 13 ventôse an II - 3 mars 1794) fait arrêter et déporter une partie des habitants (hommes, femmes et enfants) d'Ainhoa, Ascain, Espelette, Itxassou, Sare et Souraïde, décrétées, comme les autres communes proches de la frontière espagnole, communes infâmes. Cette mesure est également étendue à Biriatou, Cambo, Larressore, Louhossoa, Mendionde et Macaye.
Les habitants furent « réunis dans diverses maisons nationales, soit dans le district d'Ustaritz, soit dans celles de la Grande Redoute, comme de Jean-Jacques Rousseau ». En réalité, ils furent regroupés dans les églises, puis déportés dans des conditions très précaires à Bayonne, Capbreton, Saint-Vincent-de-Tyrosse et à Ondres. Les départements où furent internés les habitants des communes citées furent le Lot, le Lot-et-Garonne, le Gers, les Landes, les Basses-Pyrénées (partie béarnaise) et les Hautes-Pyrénées.
Le retour des exilés et le recouvrement de leurs biens furent décidés par une série d'arrêtés pris le 29 septembre et le 1er octobre 1794, poussés dans ce sens par le directoire d'Ustaritz : « Les ci-devant communes de Sare, Itxassou, Ascain, Biriatou et Serres, dont les habitants internés il y a huit mois par mesure de sûreté générale, n'ont pas été cultivées. Les habitants qui viennent d'obtenir la liberté de se retirer dans leurs foyers, demandent à grands cris des subsistances sans qu'on puisse leur procurer les moyens de satisfaire à ce premier besoin de l'homme, la faim. ». La récupération des biens ne se fit pas sans difficulté, ceux-ci avaient été mis sous séquestre mais n'avaient pas été enregistrés et avaient été livrés au pillage : « Les biens, meubles et immeubles des habitants de Sare, n'ont été ni constatés ni légalement décrits ; tous nos meubles et effets mobiliers ont été enlevés et portés confusément dans les communes voisines. Au lieu de les déposer dans des lieux sûrs, on en a vendu une partie aux enchères, et une autre partie sans enchères. »

### Les guerres de l’Empire
En 1813, Biriatou est un des points de résistance des armées du maréchal Soult, qui battent en retraite face aux troupes alliées (Espagnols, Portugais et Anglais). Le quartier général du maréchal Soult se trouve alors à Saint-Jean-de-Luz, alors que les deux divisions du général Reille sont disposées à Biriatou, tenant le pont de Béhobie.
Après l’offensive des troupes alliées, le 7 octobre 1813, Biriatou demeurera occupée durant toute l’année 1814.

## Héraldique
| Blason de Biriatou | Blason  | Coupé au 1) parti au I à dextre d’or au lion de gueules tenant de sa patte dextre un dard du même péri en barre, la pointe en haut et à senestre d’azur à la fleur de lys d’or, au II de gueules à la rose des vents d’argent de huit pointes partie d’or et de sable alternées avec huit pointes d’or, à la flèche d’azur brochant en barre, la pointe en bas à dextre, au 2) d’azur aux quatre trangles ondées d’argent, au saumon nageant du même issant de la troisième et brochant sur le tout en chef. |
| Blason de Biriatou | Détails | Le statut officiel du blason reste à déterminer. |

Variante
Hubert Lamant-Duhart donne un blasonnement quelque peu différent : « Coupé, au I parti à dextre d’or au lion de gueules tenant de sa patte dextre un dard péri en barre, la pointe en haut, aussi de gueules ; parti d’azur à une fleur de lys d’or, qui sont les armes du Labourd ; à senestre, de gueules à la rose des vents ou boussole d’argent, les pointes d’or et de sable, à la flèche d’azur brochante en barre, la pointe en bas à dextre ; au II au saumon d’argent nageant dans une onde d’azur et d’argent ».
Ces armes ont été officialisées par un conseil municipal de 1989.

## Politique et administration
| Période                                  | Période  | Identité                        | Étiquette | Qualité                        |
| ---------------------------------------- | -------- | ------------------------------- | --------- | ------------------------------ |
| 1746                                     | 1747     | Joannis Dostis                  |           | maire-abbé, sieur d’Adatchenea |
| 1759                                     | 1760     | Jean Dostis                     |           | maire-abbé                     |
| 1793                                     | 1794     | Arnaud Balanqué                 |           | maire d’Urrugne                |
| 1802                                     | 1805     | Jean Aprendisteguy              |           |                                |
| 1806                                     | 1824     | Jean Dibildox                   |           |                                |
| 1825                                     | 1846     | Jean Aprendisteguy, de Mouniort |           |                                |
| 1847                                     | 1847     | Harismendy                      |           |                                |
| 1848                                     | 1855     | Jean Aprendisteguy (homonyme)   |           |                                |
| 1856                                     | 1864     | Bernard Hiribarren              |           |                                |
| 1865                                     | 1873     | Balthazar Ilhardoy              |           |                                |
| 1874                                     | 1876     | R. Bideau                       |           |                                |
| 1876                                     | 1884     | Aramburu                        |           |                                |
| 1884                                     | 1888     | Bernard Ilhardoy                |           |                                |
| 1888                                     | 1890     | Pierre Lapeyre                  |           |                                |
| 1890                                     | 1890     | Bernard Ilhardoy (démissionne)  |           |                                |
| 1891                                     | 1904     | Pierre Larroulet                |           |                                |
| 1904                                     | 1908     | Bernard Ilhardoy                |           |                                |
| 1908                                     | 1912     | Raymond Berroa                  |           |                                |
| 1912                                     | 1930     | Bernard Ilhardoy                |           |                                |
| 1931                                     | 1945     | Jean Hiribarren                 |           |                                |
| 1945                                     | 1947     | Christophe Haramboure           |           |                                |
| 1948                                     | 1954     | Jean Hiribarren                 |           |                                |
| 1955                                     | 1971     | Joseph Halzuet                  |           |                                |
| 1971                                     | 1989     | Ignace Belloquy                 |           |                                |
| 1989                                     | 2020     | Michel Hiriart                  |           |                                |
| 2020                                     | En cours | Solange Demarcq-Eguiguren       |           |                                |
| Les données manquantes sont à compléter. |          |                                 |           |                                |

### Intercommunalité
Biriatou fait partie de trois structures intercommunales :
- la communauté d'agglomération du Pays Basque ;
- le syndicat d’énergie des Pyrénées-Atlantiques ;
- le syndicat intercommunal pour le soutien à la culture basque.

La commune fait partie de l'Eurocité basque Bayonne - San Sebastián.

## Population et société

### Démographie
En 1637, Biriatou comptait 30 feux, soit 150 habitants.
L'évolution du nombre d'habitants est connue à travers les recensements de la population effectués dans la commune depuis 1793. Pour les communes de moins de 10 000 habitants, une enquête de recensement portant sur toute la population est réalisée tous les cinq ans, les populations de référence des années intermédiaires étant quant à elles estimées par interpolation ou extrapolation. Pour la commune, le premier recensement exhaustif entrant dans le cadre du nouveau dispositif a été réalisé en 2008.

En 2022, la commune comptait 1 259 habitants, en évolution de +3,11 % par rapport à 2016 (Pyrénées-Atlantiques : +3,78 %, France hors Mayotte : +2,11 %).
| 1793 | 1800 | 1806 | 1821 | 1831 | 1836 | 1841 | 1846 | 1851 |
| ---- | ---- | ---- | ---- | ---- | ---- | ---- | ---- | ---- |
| 218  | 157  | 212  | 205  | 341  | 449  | 429  | 414  | 451  |

| 1856 | 1861 | 1866 | 1872 | 1876 | 1881 | 1886 | 1891 | 1896 |
| ---- | ---- | ---- | ---- | ---- | ---- | ---- | ---- | ---- |
| 435  | 432  | 466  | 464  | 618  | 547  | 583  | 548  | 523  |

| 1901 | 1906 | 1911 | 1921 | 1926 | 1931 | 1936 | 1946 | 1954 |
| ---- | ---- | ---- | ---- | ---- | ---- | ---- | ---- | ---- |
| 540  | 519  | 555  | 471  | 520  | 545  | 526  | 461  | 486  |

| 1962 | 1968 | 1975 | 1982 | 1990 | 1999 | 2006 | 2008 | 2013  |
| ---- | ---- | ---- | ---- | ---- | ---- | ---- | ---- | ----- |
| 545  | 577  | 530  | 594  | 694  | 831  | 952  | 986  | 1 167 |

| 2018  | 2022  | - | - | - | - | - | - | - |
| ----- | ----- | - | - | - | - | - | - | - |
| 1 224 | 1 259 | - | - | - | - | - | - | - |

Biriatou fait partie de l'aire d'attraction d'Hendaye.

### Enseignement
La commune dispose de deux écoles publiques : l'école maternelle et l'école élémentaire. Ces deux écoles proposent un enseignement bilingue français-basque à parité horaire.

## Économie
L'activité est principalement agricole. La commune fait partie de la zone d'appellation de l'ossau-iraty.

## Culture locale et patrimoine

### Le jeu de l'oie (antzara jokoa)
Il s'agit d'un jeu de tradition basque que l'on retrouve dans d'autres communes du Labourd (Ainhoa, Ahetze, Sare, Souraïde).
La règle du jeu est simple :
Plusieurs cavaliers, traversant un portique sous lequel est suspendue une oie au bout d'une corde, doivent arracher le cou de l'animal. Le premier participant, le roi, possède un sabre. Les joueurs suivants doivent arracher le cou à main nue
De nos jours, ce sport n'est autorisé que si l'oie a été tuée auparavant.
Il existe également une variante du jeu de l'oie de l'autre côté de la frontière avec l'Espagne au cours de laquelle les participants doivent arracher le cou d'un coq pour leurs 18 ans.

### Langues
D'après la Carte des Sept Provinces Basques (1863) du prince Louis-Lucien Bonaparte, le dialecte basque parlé à Biriatou est le labourdin.

### Festivités
Les fêtes patronales sont organisées par le comité des fêtes et se déroulent du 6 au 14 novembre.

### Patrimoine civil
La redoute dite Louis XIV fut utilisée pendant la guerre franco-espagnole de 1793-1795.
|  |

### Patrimoine religieux
L'église Saint-Martin, date en partie du XVIe siècle. Elle fait l'objet d'une inscription auprès des monuments historiques. Elle est dédiée à Martin de Tours, saint né vers 316 en Pannonie, qui résida à Tours et mourut en 397 à Candes-Saint-Martin en Indre-et-Loire. Ce saint est fêté le 11 novembre.
L'église est construite sur la base d'un rectangle, de petite taille, possédant deux appendices opposés est-ouest, et un clocher-porche, dont la construction en grès rose est postérieure au reste de l'édifice (1852).
On ne sait pas aujourd'hui dater avec précision la fondation d'une église à Biriatou. On retrouve une mention de celle-ci dans la charte du 25 mai 1305, montrant qu'elle était une annexe du prieuré de Zubernoa à Hendaye.
Il ne reste sans doute rien de l'église mentionnée, bien que les murs latéraux soient plus épais que les autres semblant avoir incorporé quelques vestiges.
L'église fut occupée pendant la guerre de 1793, servant de retranchement aux Espagnols. Le général Laroche indique ainsi dans son rapport au ministre de la Guerre de l'époque Jean-Baptiste Bouchotte : « ... l'église de Biriatou est entourée de retranchements et de fossés ; sa porte a été fermée en maçonnerie. On a laissé seulement une petite porte où il ne peut passer qu'un seul homme à la fois ; la petite porte qui est très forte, est doublée au-dedans de plaques de fer épaisses et à petites distances les unes des autres. En dedans de l'église et à l'entrée de cette petite porte, on a pratiqué un creux très profond couvert par une porte à laquelle sont attachées des cordes, afin de pouvoir la lever du haut de l'église en cas que les Français veuillent y entrer. On a fait aussi dans l'église une espèce de pont qu'on lève par les mêmes moyens, ce pont sert à monter au premier étage où l'on a rassemblé beaucoup de grenades pour les jeter au besoin... Dans l'église est cantonné le bataillon des Catalans, environ 900 hommes... ».
Le compte rendu des délibérations du conseil municipal mentionne encore le 8 août 1832 : « ... En 1813, lors de l'entrée des troupes alliées sur le territoire français, l'église a servi d'écurie pour y mettre les chevaux des divers corps. Le boisage ornant son intérieur avait été totalement détruit de manière qu'il n'y resta absolument rien que le mur extérieur et la toiture... Une seule galerie a été construite dans l'église, beaucoup trop insuffisante pour contenir les hommes assis aux escaliers et sur le sol, d'où la confusion et l'embarras n'en est pas moins grande... Il est demandé la construction d'une deuxième galerie ainsi que le crépissage intérieur... ».
|  |  |  |

Un oratoire, dit d'Errondenia se dresse sur le flanc sud du gaztelu zahar, dominant la baie de Chingoudy. Il s'agit d'un oratoire privé, érigé en 1939, par la famille Ugarte-Dravasa.

## Équipements

### Enseignement
La commune dispose d'une école primaire bilingue français/basque. Ainsi que d'une Ama Ikastola.

## Pour approfondir